# Ferdinand Fellner
Ferdinand Fellner (Vienna, 1847 – Vienna, 1916) è stato un architetto austriaco.

## Biografia
Fellner studiò presso l'Università tecnica di Vienna. Nel 1873 insieme a Hermann Helmer fondò uno studio di architetti chiamato Fellner & Helmer.

## Opere principali
- Volkstheater di Vienna (1873-1893)
- Osservatorio universitario di Vienna (1874-1878)
- Teatro Nazionale Slovacco (1886)
- Teatro Nazionale di Odessa (1887)
- Hessisches Staatstheater Wiesbaden (1894)
- Konzerthaus Ravensburg (1896/1897)
- Stadttheater Berndorf (1897/1898)
- Deutsches Schauspielhaus (1900)
- Wiener Konzerthaus (1913)